# Бюкар, Марсель
Марсель Бюкар (фр. Marcel Bucard; 7 декабря 1895, Сен-Клер-сюр-Эпт — 19 марта 1946, Шатийон) — французский фашистский политик. В 1933—1944 — лидер ультраправой Франсистской партии. Коллаборационист Второй мировой войны.

## Ранние годы и война
Родился 7 декабря 1895 г. в Нормандии в городке Сен-Клер-сюр-Эпт в семье торговца лошадьми Адольфа Бюкара. После учебы в католическом колледже Нотр-Дам де Гранд Кампс в Версале, он поступил в семинарию и хотел стать священником. Однако вскоре началась Первая мировая война и он добровольцем пошёл на фронт. Он отличается своей смелостью, в 1914 году дослужился до капрала в возрасте 19 лет, а в 1918 году — до капитана. Трижды ранен, обладатель Ордена Почетного легиона, Воинской медали и Военного креста, десять раз ему объявлялась благодарность в приказе.

## Политическая карьера

### Начало
Во время выборов в парламент 1924 года Марсель Бюкар являлся кандидатом от Национального блока в качестве союзника Андре Тардьё, но проиграл. Через некоторое время выступал за Национальную католическую федерацию, принимал участие в ветеранском движении. В 1925 году Жорж Валуа основал Фэсо (фр. Le Faisceau) — первую во Франции откровенно фашистскую политическую структуру, к которой вскоре присоединился Бюкар и с сентября 1926 года он отвечал за ведение пропаганды.
В мае 1927 года Бюкар со скандалом вышел из Фэсо, чтобы стать ближайшим помощником миллионера-парфюмера Франсуа Коти. Наиболее заметной была его деятельность на посту директора и редактора созданной Коти газеты «Друг народа» (фр. «L'Ami du peuple»). В 1928 году участвует в создании движения Огненные кресты полковника де ля Рока. В ноябре 1932 года вступил в небольшую Социал-националистическую партию Гюстава Эрве, став его ближайшим соратником. В декабре того же года — лидер Социал-националистической милиции.

### Лидер Франсистской партии
29 сентября 1933 года, в 11 часов вечера, на церемонии у Триумфальной арки в Париже Марсель Бюкар провозгласил создание Франсистского движения и заявил, что он хочет захватить власть и «остановить вырождение нации». В новое движение перешли люди из организации Гюстава Эрве, которые впоследствии заняли руководящие посты в партии.
В брошюре «Франсизм. Мир, справедливость, порядок» Бюкар развил основные идеи основанного им движения. Идеолог франсизма проповедовал антипарламентаризм и корпоративизм. Также планировалось создание авторитарной республики во главе с вождём. Также он выступал за альянс Франции и Италии и соглашение с Германией.
Первоначально Бюкар был абсолютно против антисемитизма. Он неоднократно атаковал антисемитов, в частности Генри Костона, группировка которого также называла себя «франсистами». Бюкар писал о них, что «некоторые негодные личности, которые делают профессию на антисемитизме, фанатизме, ненависти, пытаясь под прикрытием имени франсистов создать путаницу в общественном мнении» . Статьи Бюкара призывали к дружбе между представителями всех наций и вероисповеданий.
На парламентских выборах 1936 года победили левые партии, объединившиеся в так называемый Народный фронт. Было сформировано правительство, которое возглавил социалист и еврей Леон Блюм. Этот факт спровоцировал переход Марселя Бюкара на позиции антисемитизма, впервые публично озвученного 5 июня во время выступления. В соответствии с законом от 10 января 1936 года о боевых группах и частных милициях, Франсистская партия была запрещена 18 июня 1936 года - наряду с другими ультраправыми партиями и группировками: Аксьон франсез Шарля Морраса, Огненными крестами де ля Рока, Патриотической молодёжью Пьера Теттенже, Французской солидарностью Жана Рено.
Тем не менее, с 1936 по 1939 годы франсизм продолжает существовать. Предпринимались попытки возродить партию в виде организаций Ассоциация друзей франсизма (фр. l’association des Amis du Francisme) (1936—1937) и Единая французская партия социалистического и национального действия (фр. Parti unitaire français d'action socialiste et nationale) (1938).

## В годы войны
После того, как 3 сентября 1939 года Франция и Великобритания объявили войну нацистской Германии, Марсель Бюкар обратился к своим сторонникам с призывом продемонстрировать «честь, героизм, дух самопожертвования». Мобилизованный в звании капитана, он в октябре прибыл в свою часть, расквартированную в Бельфоре.
10 мая 1940 года началась настоящая война. В ночь на 15 мая 1940 года немцы вторглись на французскую территорию под Седаном. Остановить продвижение войск французы не смогли. 35-й полк, к которому был приписан Марсель Бюкар, отступал в полном беспорядке. Однако командовавший ротой Бюкар попытался оказать сопротивление. Рота была окружена, и немцы предложили сдаться. Бюкар ответил отказом и, вдохновив оставшихся в живых, повел их на прорыв. Вырвавшийся из кольца отряд перешел границу Швейцарии, где и был интернирован. Мужественное поведение Бюкара было отмечено благодарностью, уже одиннадцатой в его личном деле.
Бюкар вернулся во Францию лишь в конце декабря 1940 года. 5 мая 1941 года, с разрешения немцев, Марсель Бюкар и Поль Гиро воссоздали Франсистскую партию. Наряду с Французской народной партией Жака Дорио и Национально-народным объединением Марселя Деа, Франсистская партия была одной из ведущих партий коллаборационистов. Бюкар призывал своих сторонников предоставлять любую поддержку оккупантам, в том числе в области военной разведки и борьбы с Сопротивлением, а также участвовал в вербовке людей для участия в войсках СС и боевых действий против союзников. Также он был одним из идеологических основателей Легиона французских добровольцев в составе Вермахта. В июле 1941 г. состоялась встреча Бюкара с Петеном, на которой было заявлено о полной поддержке франсистами вишистской «национальной революции».
«Франсистская милиция» активно конкурировала с вишистской Милицией. Был спровоцирован инцидент, результатом которого стала политическая изоляция Бюкара.
4 июля 1944 года парижская полиция попыталась задержать автомобиль Марселя Бюкара, который, навестив коллегу, возвращался в штаб-квартиру партии. Завязалась погоня. Полицейские начали стрелять, ответным огнем сопровождавший Бюкара убил двух полицейских. Вечером того же дня вождь франсистов был арестован и посажен в тюрьму Сантэ по обвинению в «сознательном убийстве и попытке сознательного убийства».
Десять дней спустя в тюрьме, где находился Марсель Бюкар, произошел бунт заключенных-уголовников. Прибывший отряд на сей раз Французской милиции подавил бунт, при этом в среде его начальников родилась мысль заодно расстрелять и не имевшего никакого отношения к бунту Бюкара. Только вмешательство генерального инспектора Французской милиции Жана Бассомпьера предотвратило расправу. 29 июля его выпустили.

## После падения режима Виши
После падения режима Виши 12 августа 1944 года бежал в Зигмаринген. Бюкар бежал с женой и охранниками в итальянскую часть Тироля. 25 мая 1945 года он был задержан в горном отеле недалеко от итальянского городка Мерано, а затем депортирован во Францию. Судебный процесс длился три дня. «Я не был коллаборационистом на четвереньках. Я не чувствовал себя рабом, — утверждал обвиняемый — Коллаборационизм, согласен, но не между победителем и побежденным. Я хотел сотрудничества с Германией на равных правах, сознавая, конечно, её победу, но при признании целостности территории Франции, как метрополии, так и колоний. Даже по вопросу Эльзаса-Лотарингии я был непримирим».
19 марта 1946 г. Бюкара расстреляли в форте Шатийон, расположенном под Парижем. Перед казнью отказался вставать лицом к стене и надевать повязку. Перед смертью крикнул: «Qui vive? France!» (фр. Да здравствует кто? Франция!). Похоронен на кладбище Тье под Парижем, поскольку власти запретили хоронить его в семейном склепе.

## Личная жизнь
Марсель Бюкар женился в 1928 году, отец четырёх детей. Однако, несмотря на это, Марсель Деа активно распространял слух о гомосексуальности лидера франсистов.

## Работы
- La Légende de Marcq. Préface du général de Castelnau. Lettre de S. G. Mgr Binet, évêque de Soissons, Laon et Saint-Quentin. 25e mille
- Paroles d’un combattant, 1930
- Les Tyrans de la IIIe, 1937
- L’Emprise Juive, Le Coq de France, sd., 1938
- Sommaire du Francisme, Le Coq de France, 1940
- Nous n’avons aucun goût pour l’esclavage ! Discours de Marcel Bucard prononcé à la salle Lancry le 5 octobre 1941 au Congrès restreint du Francisme à Paris, Le Franciste, 1941.
- Un combat de 10 ans. Articles signés Marcel Bucard, 1943

Предисловие
- Maurice de Barral. Les Combattants dans la nation. Principes l’action. Préface de Marcel Bucard, 1928